# Zygmunt Pacuszka
Zygmunt Pacuszka (ur. 5 września 1954 w Lwówku Śląskim, zm. 14 sierpnia 1994 w Częstochowie) – polski bokser. W 1975 mistrz Polski w wadze lekkopółśredniej. Pięściarz Bolesławieckiego Klubu Sportowego, od 1974 r. wrocławskiej Gwardii. Członek Polskiej Kadry Narodowej. W  swojej karierze stoczył 60 walk, 44 z nich wygrał,  6 zremisował, 10 przegrał. Podczas kariery trenerskiej szkolił znanych bokserów, między innymi Dariusza Michalczewskiego.

## Kalendarium kariery sportowej
1 sierpnia 1971 rozpoczął treningi w BKS w Bolesławcu. Jego ówczesnym trenrem był Stanisław Seweryński.  Na treningi dojeżdżał rowerem 20 km 3 razy w tygodniu. Jazdę rowerem traktował jako zaprawę kondycyjną, jeździł nim nawet kiedy był już seniorem i trenował w BKS u trenera Czesława Zawadzkiego. W 1972r. wystąpił w turnieju klasyfikacyjnym juniorów w wadze półśredniej. Szybko przedostał się do reprezentacji juniorów Dolnego Śląska, w której stoczył 4 walki. Po maturze, którą zdał w lwóweckim liceum, studiował we wrocławskiej Akademii Wychowania Fizycznego i występował w Gwardii Wrocław.
17 marca 1975 – w 46 indywidualnych mistrzostwach Polski w boksie, w wadze lekkopółśredniej, we Wrocławiu zdobywa tytuł Mistrza Polski – i złoty medal.
W walce o mistrzostwo Pacuszka wykorzystał swoje dobre wyszkolenie techniczne, trafiał licznymi ciosami prostymi, schodził też z linii walki, co deprymowało przeciwnika. W tej walce z Kazimierzem Szczerbą z Krakowa wygrał 3:2. Po walce powiedział : „Najtrudniejszy mój pojedynek to półfinałowa walka z Rudnickim. Dziękuję moim poprzednim trenerom – Seweryńskiemu i Zawadzkiemu oraz obecnym – Dąsalowi i Wojciechowskiemu za to wszystko  co zrobili dla mnie. Dzięki nim jestem mistrzem Polski”.
26 marca 1975 – w Zgorzelcu odbył się okręgowy turniej bokserski juniorów zakończony w punktacji łącznej zwycięstwem młodych pięściarzy wrocławskiej Gwardii. Zygmunt Pacuszka i Leszek Strasburger zostali wytypowani na zgrupowanie w Cetniewie kadry narodowej bokserów przed mistrzostwami Europy.
Lipiec 1975 – zgrupowanie kadry narodowej bokserów w Cetniewie, gdzie w trenowaniu młodzieży pomaga Feliks Stamm. Z powodu kontuzji, złamanej kości w prawej dłoni, Z. Pacuszka nie wziął udziału w mistrzostwach Europy.
Sierpień 1975 – tournée po Stanach Zjednoczonych i Kanadzie. Amerykanie byli bardzo trudnymi przeciwnikami. Zyga dwukrotnie występował w ringu, jednak nie miał szczęścia. Pierwszą walkę przegrał 2:1. W drugiej walce prowadził zdecydowanie na punkty, ale pękł mu łuk brwiowy. W tym czasie studiował na AWF II rok i wszystkie egzaminy zdał w terminie. Otrzymał stypendium za dobre wyniki w nauce. Nauka i sport wypełniały mu czas bez reszty.
24 listopada 1975 – Pacuszka bohaterem meczu! –  tytuł artykułu w Wieczorze Wrocławia. Dotyczył meczu kończącego ligowy sezon bokserski pomiędzy Gwardią i Legią. Zwyciężyli warszawiacy 13:7. Najładniejszą walkę stoczył Pacuszka z Gajdą. Takie pojedynki są rzadkością na polskich ringach. Pacuszka dyktował tempo i lokował całe serie ciosów na przeciwniku. Werdykt sędziów orzekających walkę  jako nierozstrzygniętą był zaskoczeniem. Obserwujący spotkanie trener kadry narodowej  dr Wiktor Nowak po meczu stwierdził, że wrocławianin był lepszym zawodnikiem i jemu należało się zwycięstwo.
Styczeń 1976 – Zygmunt Pacuszka znalazł się wśród 10 najlepszych sportowców Dolnego Śląska w 1975 r. wyłonionych podczas XXIII plebiscytu sportowego zorganizowanego przez redakcję Słowa Polskiego.
17 lutego 1976 – Helsinki – międzypaństwowy mecz bokserski między państwami Finlandia i Polska. Zygmunt Pacuszka przegrał z Lasse Frimanem.
12–14 marca 1976 – Jugosławia – zgrupowanie, wyjazd na mecze z Jugosławią przed olimpiadą w Montrealu. Zygmunt Pacuszka wraz z Kazimierzem Szczerbą zostali wytypowani w wadze lekkopółśredniej do udziału w olimpiadzie, która odbędzie się w Montrealu jesienią. Do Belgradu 10 kadrowiczów udało się pod wodzą trenera Michała Szczepana. Jednak Pacuszka nie pojechał na olimpiadę z powodu nieskończonych jeszcze wtedy studiów i obowiązków względem uczelni.
13 września 1976 – Międzynarodowy turniej bokserski w Atenach. Startowało 50 zawodników z RFN, Belgii, Holandii, Danii, Hiszpanii, Grecji i Polski. Pacuszka pokonał na punkty George Agrimanakisa (Grecja)
17–18 października 1976 – bierze udział w rozgrywkach ekstraklasy przed meczem z USA.
20 października 1976 – mecz Polska – USA. Drużynowo zwyciężyła Polska.
13 listopada 1976 –  jest reprezentantem Polski w wadze lekkopółśredniej na meczach międzypaństwowych w NRD (Karl-Marks-Stadt i Gerze). W czasie pobytu otrzymał propozycję pozostania poza granicami Polski, jednak prowadzony patriotyzmem – z propozycji zrezygnował.
23 stycznia 1977 – Wrocław, Hala Gwardii – Pięściarski Puchar Polski z udziałem 38 drużyn I i II ligi, podzielonych na 9 grup. W gr. III Gwardia Wrocław – Prosna Kalisz, zwycięstwo 12:8 objęła Gwardia, Zygmunt Pacuszka zwyciężył 2 do remisu z Wosikiem.
28–30 stycznia 1977 – w III międzynarodowym turnieju o „Laur Wrocławia”, zorganizowanym przez Radę Kultury Fizycznej i Turystyki WRZZ, Okręgowy Związek Bokserski WFS i Słowo Polskie Zygmunt Pacuszka otrzymał nagrodę dla najlepszego boksera województwa wrocławskiego. Wygrał walki w wadze półśredniej. W eliminacjach gwardzista Zygmunt Pacuszka pokonał jednogłośnie Węgra Kakuszi 4:1, w półfinale pokonał Nowika 4:1, a w finale walczył niepełne 2 rundy z P. Bobrowskim, który trzykrotnie liczony został odesłany przez sędziego Tomaska z CSRS do narożnika.
27 marca 1977 – 48 indywidualne mistrzostwa Polski w boksie. Wystąpiło 156 zawodników. Maraton na hali milowickiego Płomienia w Sosnowcu trwał 8 dni. Pacuszka  brązowym medalistą w mistrzostwach Polski w wadze półśredniej. Miał ciut niższy wzrost jak na tę kategorię.

## Życie prywatne
Matka Jadwiga, ojciec Jan, siostra Lilianna, brat Jan, żona Bożena nie żyje, syn Tomasz mieszka za granicą i utrzymuje kontakt z rodziną w Polsce.